# عين في المواخرة

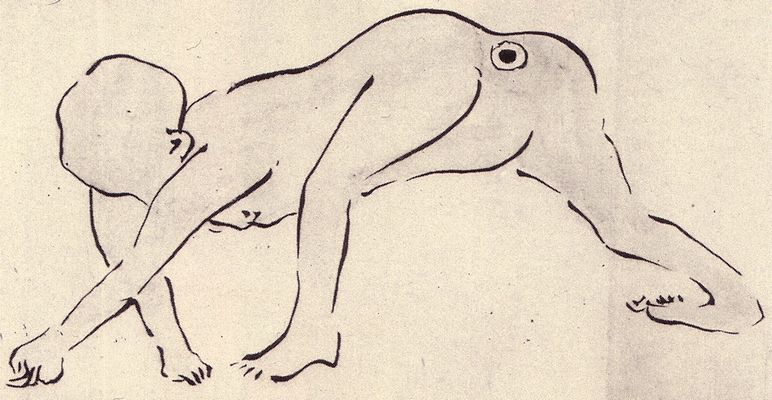
عين في المواخرة كما رسمها يوسا بوسون

```
عين في المواخرة
 
(
尻目
؟
)
 هو 
يوكاي (فلوكلور ياباني)
 عبارة عن عين في مكان شرج الإنسان. 
```

صورة لمخلوق (شريمة) عين في المواخرة

القصة قديمة تحكي قصة ساموراي كان يسير ليلا في الطريق إلى مدينة كيوتو عندما سمع شخص يناديه. «من هناك؟» سأل بارتباك وعندما استدارة جد رجلاً يخلع ثيابه ويوجه موخرة العارية إلى الساموراي المرعوب. ثم فتحت عين براقة ضخمة في مكان فتحة الشرج عند الرجل الغريب.
كان هذا المخلوق محبوبًا الغريب محموب في شعر الهايكو ومن قبل الشاعر الرسام يوسا بوسون. حيث قام بتضمينه في العديد من لوحاته في فن اليوكاي.